# Black Juju
Black Juju är den femte EP:n av det svenska death metal-bandet Entombed, som gavs ut 8 november 1999 av Man's Ruin Records.

## Låtförteckning
1. "Mesmerization Eclipse" - 04:45 (Captain Beyond-cover)
2. "Vices by Proxy" - 02:58
3. "Black Juju" - 03:47 (Alice Cooper-cover)
4. "Sentimental Funeral" - 03:12 (Hey on Glue-cover)

### Bonuslåtar
1. "Tear It Loose" - 3:21 (Twisted Sister-cover)
2. "Lost" - 3:13 (Jerry's Kids-cover)
3. "The Ballad of Hollis Brown" - 4:08 (Bob Dylan-cover)
4. "Satan" - 1:12 (The Dwarves-cover)

## Banduppsättning
- Lars Göran Petrov - sång
- Alex Hellid - gitarr
- Uffe Cederlund - gitarr
- Jörgen Sandström - bas
- Peter Stjärnvind - trummor